# Tallinn
Tallinn (in finlandese Tallinna; in russo Таллин?, Tallin; Revalia in italiano storico) è la capitale dell'Estonia, nonché suo porto principale. Situata sulla costa settentrionale del paese ed affacciata sul Mar Baltico, è divisa da 80 chilometri in linea d'aria di mare da Helsinki, situata più a nord. Tallinn, inoltre, è la città più popolosa e maggiore centro economico e commerciale del paese.
Capitale europea della cultura per l'anno 2011, assieme alla città finlandese di Turku, la Città vecchia medievale, antico porto anseatico, è divenuta patrimonio dell'umanità dell'UNESCO nel 1997. Nel 2023, la città ha ricevuto il premio di Capitale verde europea.

## Origini del nome
L'origine del toponimo Tallinn è da ricercarsi in un'espressione dell'antica lingua estone, il cui significato è ancora dubbio.
Nelle varie ipotesi, è sempre presente linna che in estone indica il "castello", ma (analogamente al tedesco -burg o allo slavo -grad), viene usato come suffisso per formare il nome di diverse città.
Il nome della capitale estone potrebbe così derivare da "talu linna", ("città/castello del fattore)", o da "taani-linna" ("città/castello danese"), oppure ancora da "talve linna" ("città/castello d'inverno")..
Con ogni probabilità l'attuale nome deriva dal periodo danese (1219-1346). I danesi infatti denominarono la città di Tallinn come Castrum Danorum, latinismo significante "castello dei danesi". Tradotto in estone diviene tannin lidna. Abbreviato e più semplice potrebbe essere dunque la derivazione di Tallinn. Dopo che la Danimarca lasciò la città, molti estoni continuarono a usare il nome di Tallinn quando quasi tutti gli altri residenti preferivano Reval.
Prima del 1918, la città aveva un nome tedesco, Reval, sostituito con Tallinna nell'anno in cui l'Estonia divenne indipendente dalla Russia. Nel 1925 Tallinna venne dichiarato ufficiale, ma presto gli estoni cambiarono opinione e nel 1933 Tallinn divenne il nome finale per la capitale dello Stato. Tallinna è, in estone, anche genitivo di Tallinn. Così ad esempio Tallinna Lennujaam è l'aeroporto di Tallinn.

## Geografia fisica

### Territorio
All'interno dell'area cittadina si trovano diversi laghi. Il più importante è il lago Ülemiste che si estende per 9,6 km² e da cui la città ricava gran parte delle sue forniture d'acqua. Il secondo lago per estensione (1,6 km²) è l'Harku. L'unico fiume importante è il Pirita, scorre a nord, nel sobborgo di Pirita, e dal 1957 è zona protetta, stante il pregio naturalistico. Una vena di calcare attraversa il territorio della città longitudinalmente ed emerge in varie località, come Lasnamäe e Toompea.
Toompea, una collina che si erge per 20-30 metri sul centro della città e che copre un'area di 400 per 250 metri, non è propriamente parte della vena, poiché leggermente separata, mentre il punto più alto di Tallinn (64 metri sul livello del mare), si trova nel distretto di Nõmme, nella zona sud-occidentale della città. La costa della capitale estone è lunga 46 chilometri e comprende tre penisole importanti: Kopli, Paljassaare e Kakumäe. In linea d'aria il porto di Tallinn dista 80 km dalla capitale finlandese Helsinki.

### Clima
Secondo la Classificazione dei climi di Köppen Tallinn presenta un clima tipicamente continentale-oceanico. Questo anche a causa della sua latitudine (situata al 59º nord), Tallinn dista in linea d'aria solamente 800 chilometri dal circolo polare artico. Durante l'inverno le temperature permangono al di sotto dello zero per parecchi giorni, anche se le precipitazioni fanno registrare un minimo, e quando avvengono compaiono quasi sempre sotto forma di neve. L'assenza di catene montuose fa sì che le masse di aria fredda provenienti dalla Russia facciano impennare le temperature fino ai −20 °C, dando vita a giorni di gelo intenso. In estate la situazione è diversa, le precipitazioni sono più abbondanti e le temperature sono decisamente fresche, con giornate di caldo intenso, anche se le temperature massime non superano quasi mai i 25 gradi. Un'altra particolarità in questo periodo sono la lunghezza delle giornate, dove il cielo non diventa buio e il 21 giugno il sole tramonta dopo le 22:00. 
| Tallinn                      | Mesi  | Mesi  | Mesi  | Mesi  | Mesi  | Mesi  | Mesi  | Mesi  | Mesi  | Mesi  | Mesi  | Mesi  | Stagioni | Stagioni | Stagioni | Stagioni | Anno    |
| Tallinn                      | Gen   | Feb   | Mar   | Apr   | Mag   | Giu   | Lug   | Ago   | Set   | Ott   | Nov   | Dic   | Inv      | Pri      | Est      | Aut      | Anno    |
| ---------------------------- | ----- | ----- | ----- | ----- | ----- | ----- | ----- | ----- | ----- | ----- | ----- | ----- | -------- | -------- | -------- | -------- | ------- |
| T. max. media (°C)           | −1,2  | −1,6  | 2,3   | 9,2   | 15,2  | 18,8  | 21,8  | 20,4  | 15,2  | 9,4   | 3,4   | 0,3   | −0,8     | 8,9      | 20,3     | 9,3      | 9,4     |
| T. media (°C)                | −3,4  | −4,3  | −1,0  | 4,5   | 10,1  | 14,1  | 17,2  | 16,0  | 11,3  | 6,5   | 1,3   | −1,9  | −3,2     | 4,5      | 15,8     | 6,4      | 5,9     |
| T. min. media (°C)           | −5,8  | −7,0  | −4,2  | 0,6   | 5,2   | 9,6   | 12,7  | 12,0  | 7,8   | 3,8   | −0,8  | −4,2  | −5,7     | 0,5      | 11,4     | 3,6      | 2,5     |
| T. max. assoluta (°C)        | 9,3   | 10,1  | 15,9  | 27,2  | 29,7  | 31,2  | 34,3  | 33,9  | 28,5  | 22,0  | 12,8  | 10,6  | 10,6     | 29,7     | 34,3     | 28,5     | 34,3    |
| T. min. assoluta (°C)        | −31,1 | −31,0 | −25,5 | −17,2 | −5,0  | 0,0   | 4,0   | 2,1   | −5,0  | −10,5 | −21,3 | −31,0 | −31,1    | −25,5    | 0,0      | −21,3    | −31,1   |
| Precipitazioni (mm)          | 49    | 32    | 31    | 30    | 36    | 57    | 74    | 73    | 60    | 65    | 61    | 49    | 130      | 97       | 204      | 186      | 617     |
| Giorni di pioggia            | 10    | 8     | 9     | 12    | 11    | 13    | 13    | 14    | 17    | 18    | 16    | 12    | 30       | 32       | 40       | 51       | 153     |
| Giorni di neve               | 19    | 18    | 13    | 5     | 0,4   | 0,0   | 0,0   | 0,1   | 0,1   | 2,0   | 11,0  | 18,0  | 55,0     | 18,4     | 0,1      | 13,1     | 86,6    |
| Umidità relativa media (%)   | 88    | 86    | 81    | 73    | 69    | 74    | 76    | 79    | 82    | 85    | 88    | 88    | 87,3     | 74,3     | 76,3     | 85       | 80,8    |
| Ore di soleggiamento mensili | 24,8  | 56,5  | 127,1 | 186,0 | 275,9 | 303,0 | 279,0 | 229,4 | 141,0 | 93,0  | 30,0  | 15,5  | 96,8     | 589,0    | 811,4    | 264,0    | 1 761,2 |

## Storia

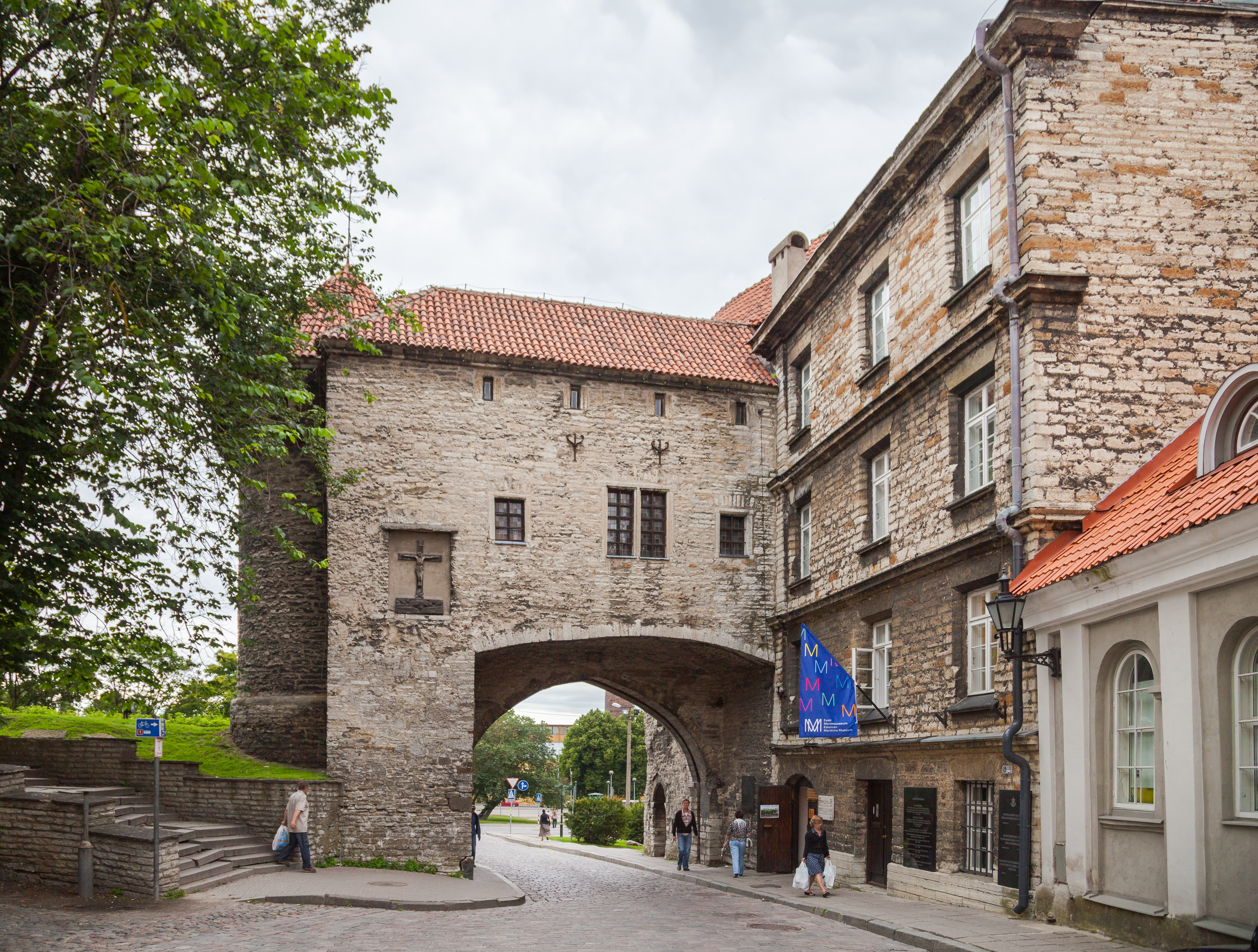
La porta della Città Vecchia.

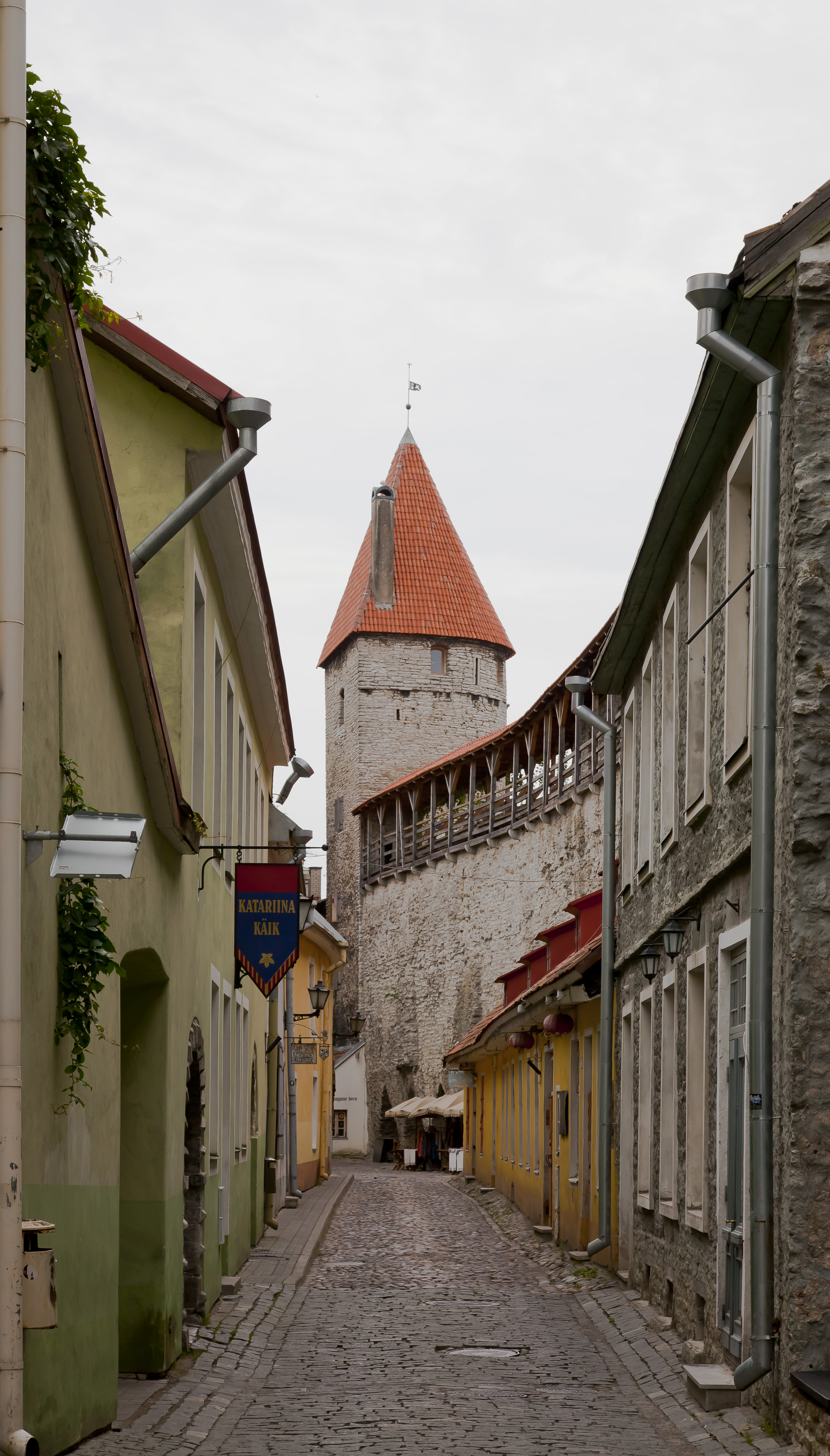
La Città Vecchia.

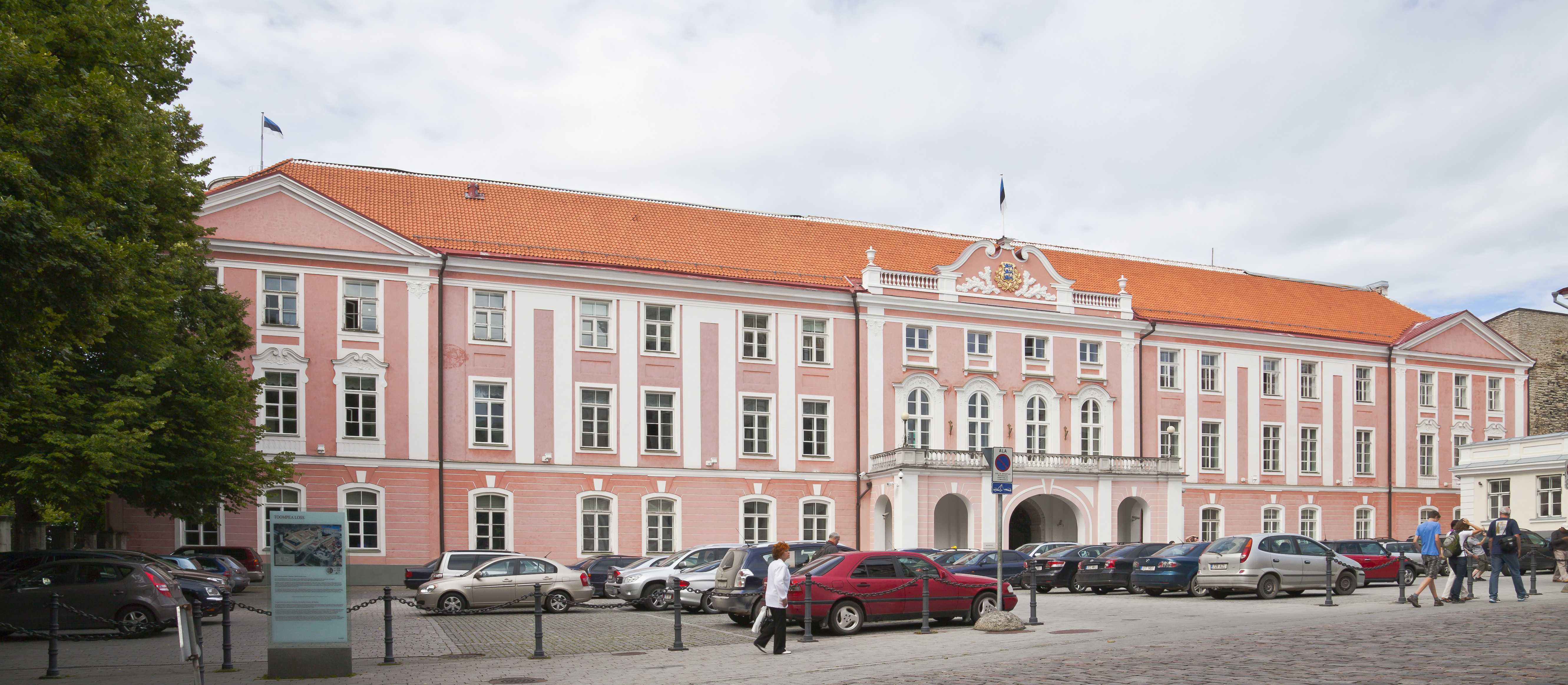
Riigikogu, il Parlamento estone.

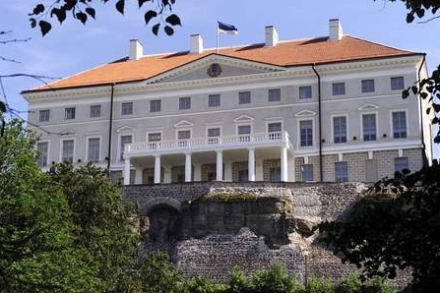
Stenbock House, sede del governo dell'Estonia, sulla collina di Toompea, a Tallinn.

Stemma minore di Tallinn.

Nel 2000 a.C. si formarono i primi insediamenti di tribù finniche sulla costa meridionale del golfo di Finlandia. Nel 1154 Tallinn era segnata nel mappamondo del cartografo arabo al-Idrisi. Nel 1219 il re di Danimarca Valdemaro II, dopo aver occupato la città, vi costruì una fortezza; iniziò così la dominazione danese che vide la città, allora chiamata Reval, e il suo porto divenire ben presto un importante nodo commerciale verso la Russia. In questo periodo la popolazione locale si convertì al cristianesimo.
Nel 1285 la città entrò a far parte della Lega anseatica, l'alleanza mercantile e militare che dominava il Mar Baltico e il Nord Europa. Nel 1345, i danesi vendettero Tallinn e gli altri loro territori nell'Estonia settentrionale all'Ordine Teutonico. Nel frattempo la città di Tallinn, crocevia nelle linee commerciali che partivano dall'Europa nord-occidentale e giungevano in Russia, giunse ben presto a contare 8 000 abitanti e venne fortificata con possenti mura e 66 torri di guardia.
Nel 1561 Tallinn diventò dominio dell'Impero svedese.
Nel 1721, durante la Grande guerra del Nord, l'Impero russo occupò la città, ma i governanti locali, aristocratici tedeschi, mantennero una certa autonomia culturale ed economica all'interno della Russia zarista e l'impronta del paese restò di stampo prettamente germanico fin quasi al XX secolo.
Il XX secolo portò l'industrializzazione della città e il porto, costruito e ampliato anche da maestranze lombarde, tra cui Giuseppe Lucchini, mantenne la sua importanza. Fu solo negli ultimi decenni del secolo che la politica di russificazione portata avanti dall'Impero russo si accentuò. Nacquero così i primi movimenti estoni indipendentisti.
Nel febbraio 1918 venne proclamata la nuova Repubblica indipendente di Estonia e Tallinn fu proclamata capitale del nuovo Stato.
Durante la Seconda guerra mondiale l'Estonia fu occupata prima dall'URSS, nel 1940, poi dalla Germania nazista, nel 1941, e di nuovo dall'URSS nel 1944. Alla fine della guerra, l'Estonia, fortemente indebolita dal conflitto, fu inglobata nell'Unione Sovietica e Tallinn divenne la capitale della RSS Estone.

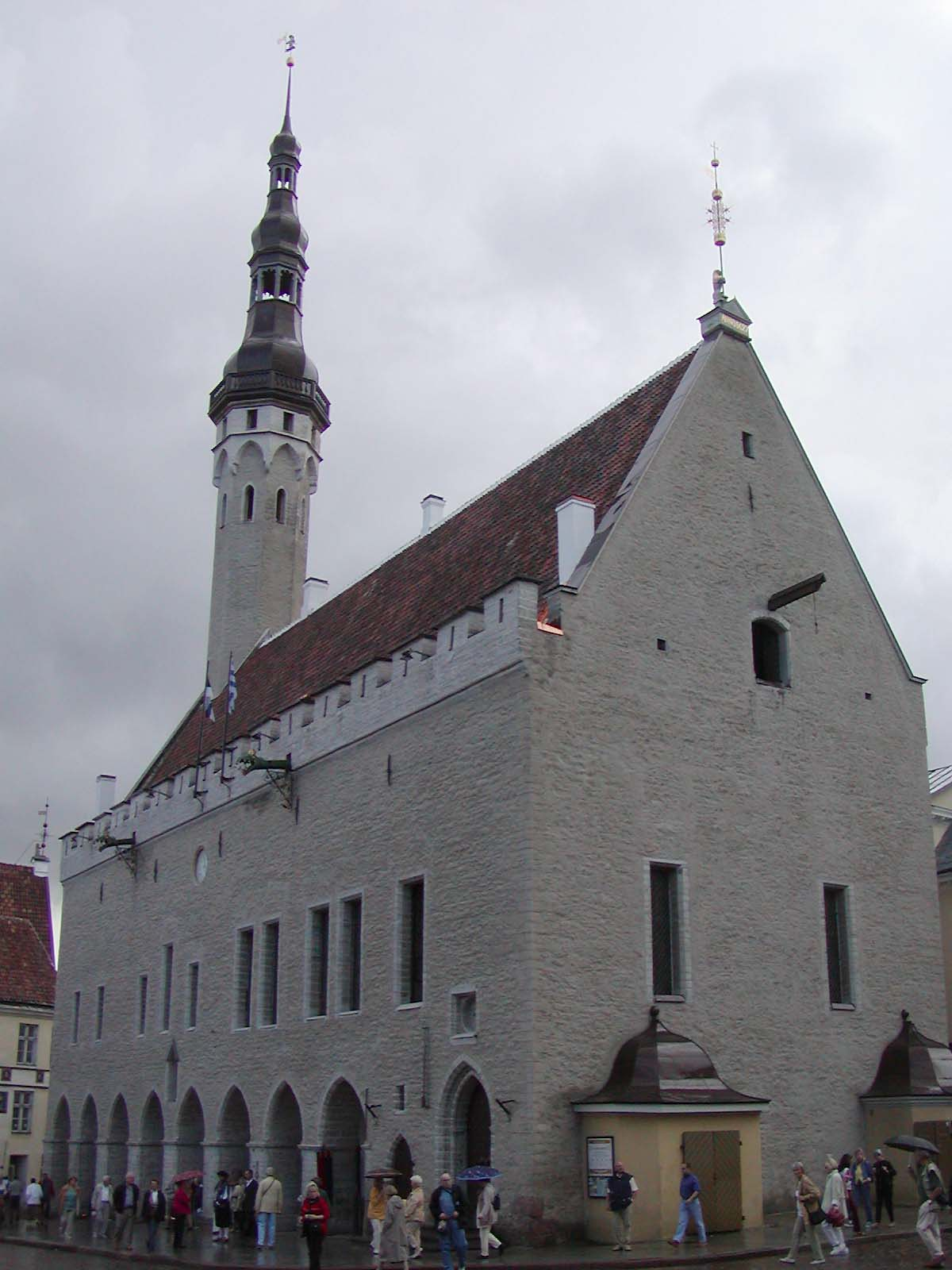
Il Municipio di Tallinn.

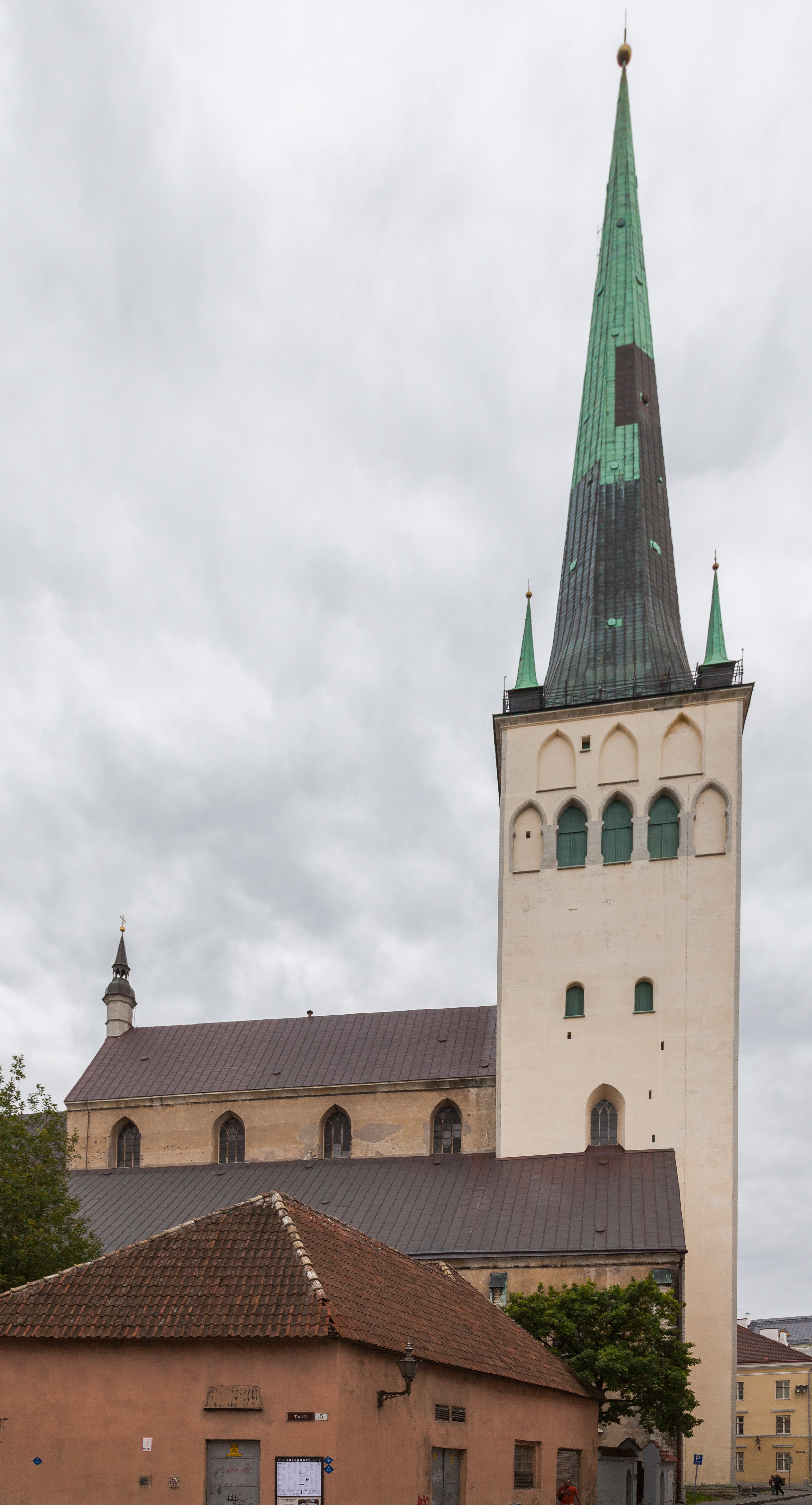
La Chiesa di Sant'Olav fu l'edificio più alto del mondo dal 1549 al 1625.

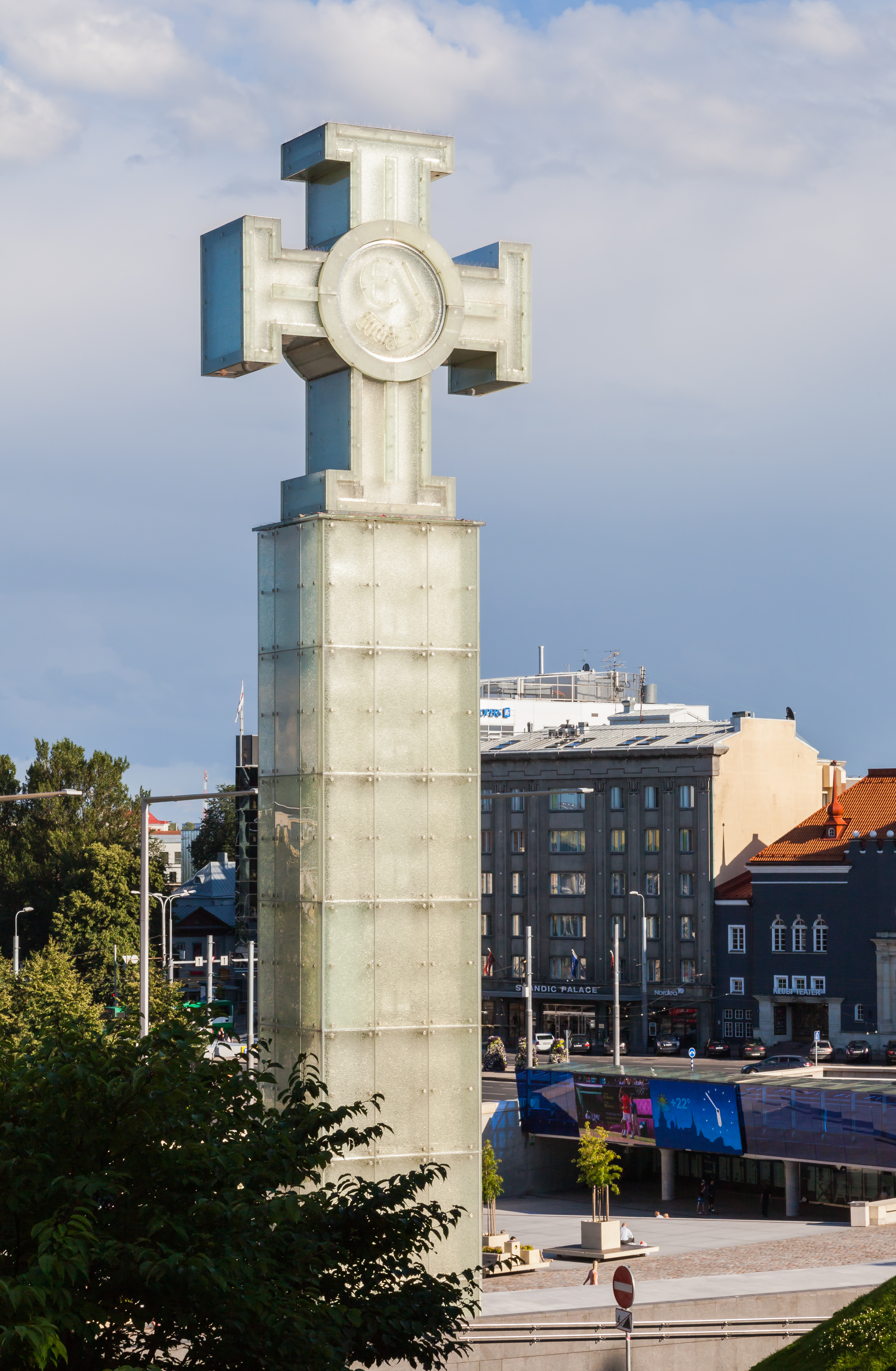
La Colonna della Vittoria dell'Indipendenza dell'Estonia a Tallinn.

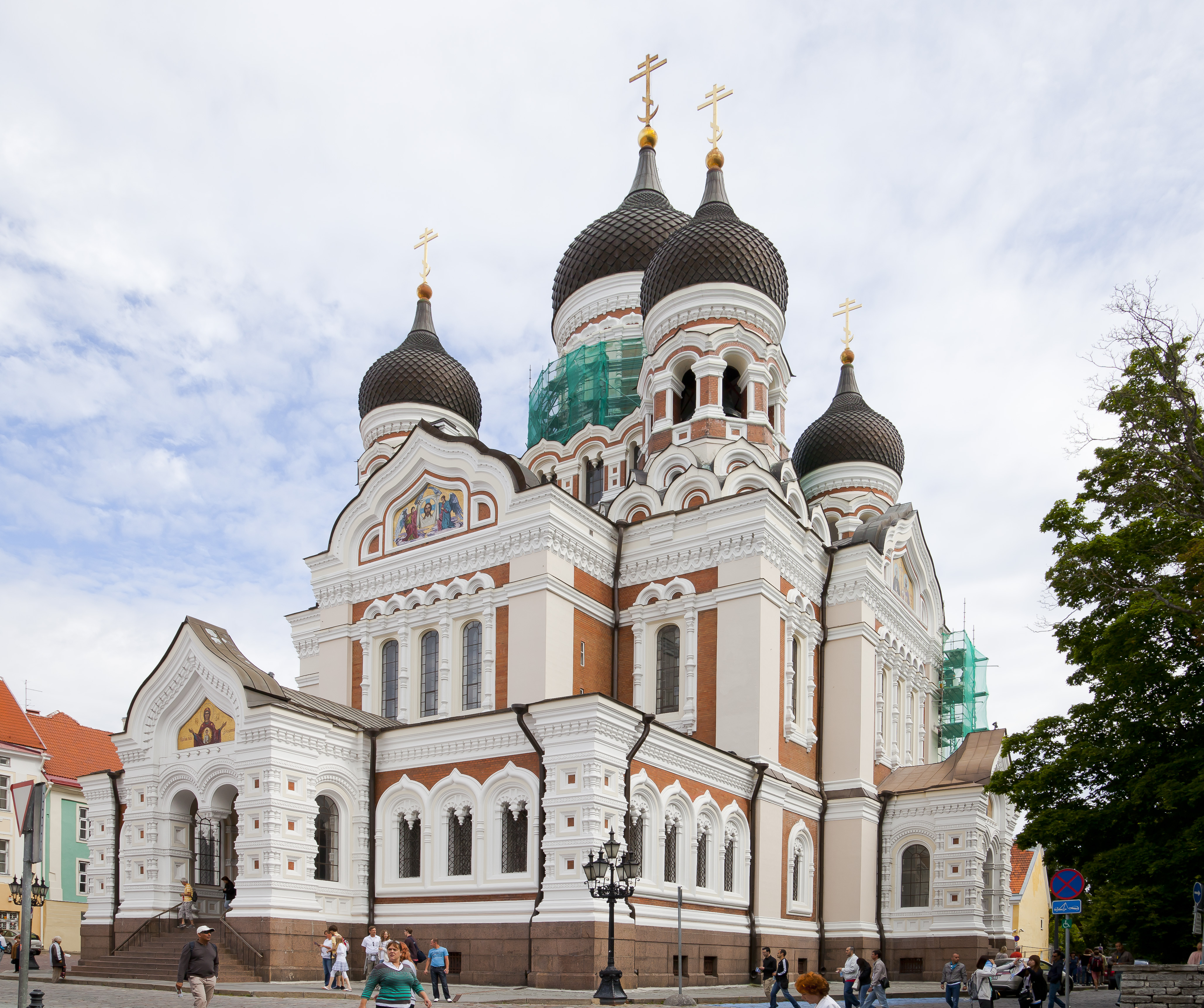
La Cattedrale Ortodossa di Aleksandr Nevskij.

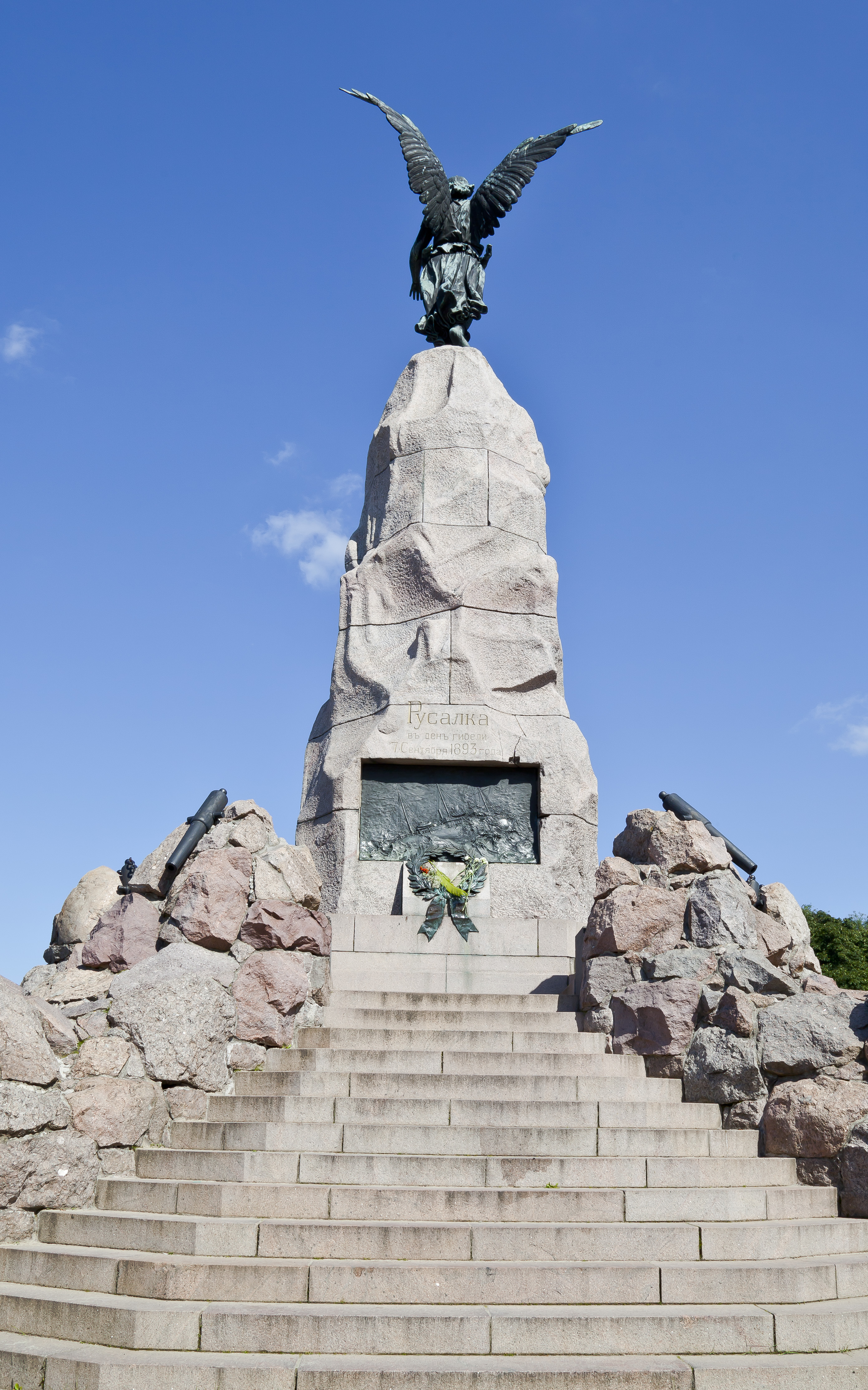
Rusalka Memorial.

Durante il periodo sovietico, durato quasi cinquant'anni, il centro storico medioevale subì una fase di degrado: avvenne un lento spopolamento in cui gran parte dei cittadini di Tallinn preferì spostarsi nelle periferie, dove venivano edificate massicce costruzioni di stampo stalinista sovietico che accoglievano anche i nuovi immigrati russi.
Nell'estate del 1980 le regate veliche dei Giochi della XXII Olimpiade si svolsero a Tallin. In quella occasione vennero edificati vari edifici fra i quali l'hotel Olimpia, l'Ufficio Postale, il Pirita yachting centre e l'imponente torre della televisione.

## Monumenti e luoghi d'interesse
Benché bombardata intensamente durante la seconda guerra mondiale, gran parte della città vecchia medioevale mantiene intatto il suo fascino.
La Città Vecchia di Tallinn è divenuta patrimonio dell'umanità dell'UNESCO nel 1997.
Tallinn, storicamente, si divideva in tre zone:
- Toompea (Domberg) o "Collina della Cattedrale", col suo castello medievale da sempre sede dell'autorità. Prima i vescovi, poi l'Ordine teutonico, infine la nobiltà della Germania baltica; oggi si trovano sulla Collina gli edifici del governo estone, come molte ambasciate e rappresentanze diplomatiche.
- La Città vecchia, ossia la vecchia città anseatica, la "città dei cittadini". Non è stata unita amministrativamente alla Collina fino al tardo XIX secolo. Era il centro del commercio medievale.
- La Città estone, che forma un semicerchio a sud della Città vecchia. È il luogo dove si insediarono gli Estoni, che solo alla metà del XIX secolo diventarono il gruppo etnico più consistente in città, superando i Tedeschi del Baltico.

Nel corso della sua storia, la città è stata attaccata, saccheggiata, razziata e assediata in numerose occasioni.
- Chiesa di Sant'Olav. Per quasi un secolo, dal 1549 al 1625 è stato l'edificio più alto del mondo. Alla fine del XV secolo una nuova guglia gotica di 159 m fu costruita per la sua torre. In seguito a diversi incendi e conseguenti restauri, l'altezza totale è oggi 123 m.
- Municipio, con la guglia del Vecchio Tommaso
- Chiesa di San Nicola o anche Basilica di San Nicolò, (in estone: Niguliste Kirik) è una chiesa medioevale di Tallinn, situata nel cuore della città vecchia a circa 50 metri a sud della Piazza dell'antico Palazzo del Municipio. È dedicata a San Nicola, patrono dei marinai, dei pescatori e dei bambini. Dopo il suo restauro è utilizzata prevalentemente come parte del Museo d'arte medioevale (Niguliste Museum) e come sala da concerti.
- Duomo di Tallinn, è la principale e più antica cattedrale di Tallinn. È dedicata a Maria Vergine ed è sede principale della Chiesa di Estonia.
- Chiesa di San Giovanni, è una chiesa parrocchiale neogotica della Chiesa di Estonia ed è situata in Piazza Vabaduse o della Libertà
- Cattedrale cattolica dei Santi Pietro e Paolo edificata nel 1845
- Colonna della Vittoria dell'Indipendenza dell'Estonia, in Piazza della Libertà (Tallinn)
- la Cinta muraria, medioevale
- Kiek in de Kök
- Monastero domenicano di Tallinn
- Passaggio di Santa Caterina
- Raeapteek, la più antica farmacia europea ancora esistente.[12]

Il 25 maggio 2002, a Tallinn si è svolto il 47º Eurovision Song Contest.

## Popolazione
La popolazione di Tallinn ammontava, il 1º settembre 2008, a 403.547 abitanti registrati all'anagrafe, aumentati poi a 416.470 nell'aprile 2012. L'ultimo sondaggio, il più recente, è invece del 1º gennaio 2016 che dimostra ulteriore un aumento degli abitanti a 444.085.
Secondo un'indagine Eurostat (2004), Tallinn è la capitale dell'Unione europea con la più alta percentuale di abitanti extracomunitari. Nel 2009 erano circa il 22% della popolazione residente. Ciò è dovuto al fatto che, ai tempi dell'Unione Sovietica, molti abitanti slavi delle altre repubbliche sovietiche – soprattutto russi – erano spinti ad andare in Estonia, per fornire manodopera, fenomeno noto come 'russificazione'.
Per i residenti non estoni giunti nel paese dopo il 1940, o per i loro discendenti, l'acquisizione della cittadinanza, come avviene in molte altre capitali europee, è subordinata al superamento di conoscenza dell'estone, poiché unica lingua ufficiale. Il russo tuttavia resta diffuso, come seconda lingua non ufficiale, considerata la minoranza di immigrati russi che ancora permangono nella città.

### Sviluppo demografico
Di seguito è riportato il numero di abitanti in diverse epoche storiche.
XV secolo: 8.000
- 1816: 12.000
- 1834: 15.300
- 1851: 24.000
- 1881: 45.900
- 1897: 58.800
- 1925: 119.800
- 1989: più di 500.000 (per elevata russificazione)
- 2000: 340.000 (per il progressivo rimpatrio dei russi)
- 2010: 412.000
- 2012: 416.470
- 2013: 479.890
- 2016: 444.085

## Economia

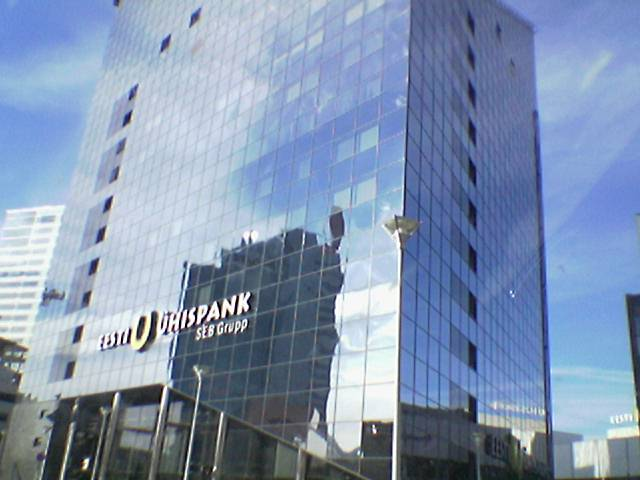
Sede della SEB - Banca d'Estonia

Tallinn è il principale porto dell'Estonia e costituisce un discreto polo di attività produttive. Sono sviluppate le industrie elettroniche e cantieristiche, come quelle alimentari.
Negli ultimi anni si è molto sviluppato il settore informatico. Nel 2005 il New York Times ha definito l'Estonia come "una sorta di Silicon Valley sul Mar Baltico", così come ha fatto la BBC nel 2014. La più nota start up estone del settore è, probabilmente, la Skype Technologies S.A., che ha elaborato l'omonimo software.
Da notare l'integrazione con la vicina Finlandia, e la Scandinavia operante in un vasto spettro di settori, dalle attività portuali all'industria delle telecomunicazioni. Il traffico di turisti tra Helsinki e Tallinn è consistente, incoraggiato dai prezzi più bassi rispetto al loro paese che i finlandesi possono trovare in Estonia. Dalla metà degli anni 10 del XXI secolo si è avuto anche un aumento dei turisti dalla Russia.
Altro settore importante è quello della pubblica amministrazione, ovviamente sviluppato, essendo Tallinn la capitale del paese.

## Cultura

### Istruzione
A Tallinn hanno sede diversi enti di istruzione superiore e scienze applicate, tra i quali:
- l'Università tecnica di Tallinn
- l'Università pedagogica di Tallinn (dal 2005 ridenominata Università di Tallinn)
- l'Accademia estone della musica
- l'Accademia estone della arti
- l'Accademia estone della difesa di stato
- l'Economic Business University of Tallinn
- l'Istituto di Teologia della Chiesa Luterana Evangelica Estone

## Infrastrutture e trasporti

### Aeroporti
Tallinn è servita da un aeroporto, l'Aeroporto Lennart Meri, a circa 4 km dal centro cittadino. Una linea di bus (N.2), collega comodamente l'aeroporto al centro della città. In aggiunta ai collegamenti aerei che avvengono regolarmente per diverse destinazioni europee, esisteva un servizio via elicottero, operato dalla Copterline, con frequenza oraria da Helsinki. Dopo l'incidente aereo avvenuto il 10 agosto del 2005, con la caduta nel Golfo di Finlandia dell'elicottero S-76, che ha causato la morte di tutti i passeggeri (12) e dei membri dell'equipaggio (2), i voli sono stati sospesi.

### Trasporto urbano
Tallinn dispone di una efficientissima rete di autobus e filobus che copre la maggior parte delle zone della città. È presente inoltre una rete tramviaria, che dal 1º settembre 2017 collega il centro cittadino all'aeroporto, e che collega buona parte della città, coprendo anche zone periferiche della capitale estone. Attualmente il costo di un biglietto di 1 ora è di 2,00€ ed è valido in tutta la rete urbana (comprese le corse avente origine dall'aeroporto).

### Ferrovie e strade
La compagnia ferrovia Edelaraudtee effettua servizi regionali dalla stazione di Tallinn a Tartu, Valga, Türi, Viljandi, Tapa, Narva, Orava, e Pärnu. La compagnia EVR Ekspress opera un servizio giornaliero in treni-notte diretti per Mosca. Nel passato vi era anche un treno giornaliero che collegava Tallinn con San Pietroburgo, ormai da tempo soppresso, per scarso utilizzo.
Esistono collegamenti bus con Riga, Vilnius, Varsavia e con altre principali capitali europee. Sono presenti collegamenti bus anche con Mosca e San Pietroburgo.
Tallinn si trova sul percorso della via Baltica (strada europea E67 con inizio a Helsinki e arrivo a Praga), che permette un facile transito per la Polonia. Vi è un progetto di realizzazione di un tunnel sotto il Golfo di Finlandia, che unirebbe Tallinn a Helsinki.
Vi sono programmi di rinnovo delle ferrovie, che mirano a potenziare i collegamenti con il resto dell'UE. Il potenziamento è reso difficile dal fatto che, come tutti i paesi baltici, l'Estonia adotta lo scartamento ferroviario largo di 1520 mm (detto scartamento russo), che non è compatibile con quello standard di 1435 mm del resto dell'UE.

### Traghetti
Diverse decine di servizi di traghetto giornalieri, con tempo di percorrenza da 1,5 a 4 ore (a seconda del tipo di imbarcazione) collegano Tallinn a Helsinki in Finlandia. Esistono anche linee di traghetto che uniscono Tallinn a Stoccolma, in Svezia; Åland (Ahvenanmaa) in Finlandia; San Pietroburgo in Russia e Rostock in Germania. 

## Amministrazione

### Suddivisione amministrativa
Tallinn è situata nella contea di Harjumaa, la più popolosa della nazione, di cui è capoluogo: lo stemma di quest'ultima, tra l'altro, è anche lo stemma minore cittadino.
Per espletare le funzioni del governo locale nel modo migliore, Tallinn è stata divisa in 8 distretti amministrativi (in estone linnaosad, sg. - linnaosa). Alle amministrazioni dei distretti è demandato l'espletamento delle funzioni previste dagli statuti di Tallinn nell'area urbana di loro competenza.
Il governo di ogni distretto è affidato a un presidente (in estone linnaosavanem), nominato dall'esecutivo cittadino su proposta del sindaco, sentiti i consigli amministrativi dei distretti interessati. I Consigli forniscono raccomandazioni all'esecutivo della città e al Consiglio comunale per organizzare al meglio l'esercizio delle funzioni amministrative sul territorio.
| Distretto | Area     | Popolazione |
| --------- | -------- | ----------- |
| Haabersti | 18,6 km² | 35.000      |
| Kesklinn  | 28,0 km² | 34.985      |
| Kristiine | 9,4 km²  | 27.531      |
| Lasnamäe  | 30,0 km² | 108.644     |
| Mustamäe  | 8,0 km²  | 62.219      |
| Nõmme     | 28,0 km² | 35.043      |
| Pirita    | 18,7 km² | 8.507       |
| Põhja     | 17,3 km² | 52.573      |

Il sindaco della città è, dal 14 aprile 2024, Jevgeni Ossinovski.

### Gemellaggi
- Venezia
- Annapolis
- Dartford
- Gand
- Groninga
- Göteborg
- Kiel
- Łomża
- Los Gatos
- Malmö, dal 1989
- Riga
- Schwerin
- Genova

Accanto ai gemellaggi, Tallinn ha stabilito anche relazioni di mutua amicizia con Portland (Stati Uniti) e Kotka (Finlandia).

## Sport
Tallinn vanta numerosi club calcistici che militano in Meistriliiga, il massimo campionato calcistico estone: Flora Tallinn, Kalev Tallinn, Levadia Tallinn e Infonet. Nell'area cittadina, nel distretto amministrativo di Nõmme, ha sede il Kalju Nõmme, anch'esso militante nella massima divisione calcistica.
Altri sport molto popolari in città sono il basket e l'hockey su ghiaccio.
In questa città è nato Jüri Vips, pilota automobilistico estone e membro della Red Bull Junior Team.

## Galleria d'immagini

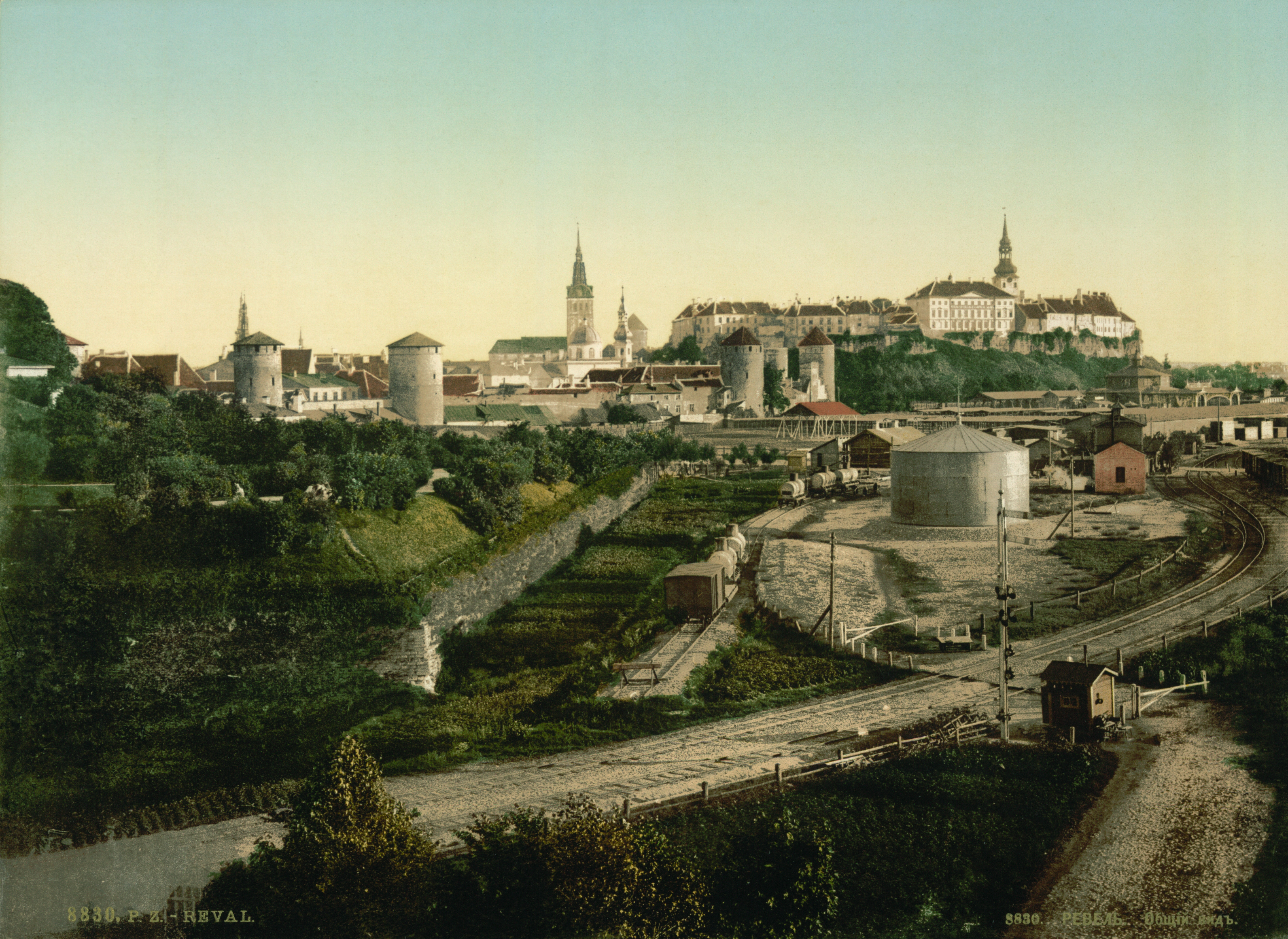
Veduta d'epoca di Reval (odierna Tallinn).
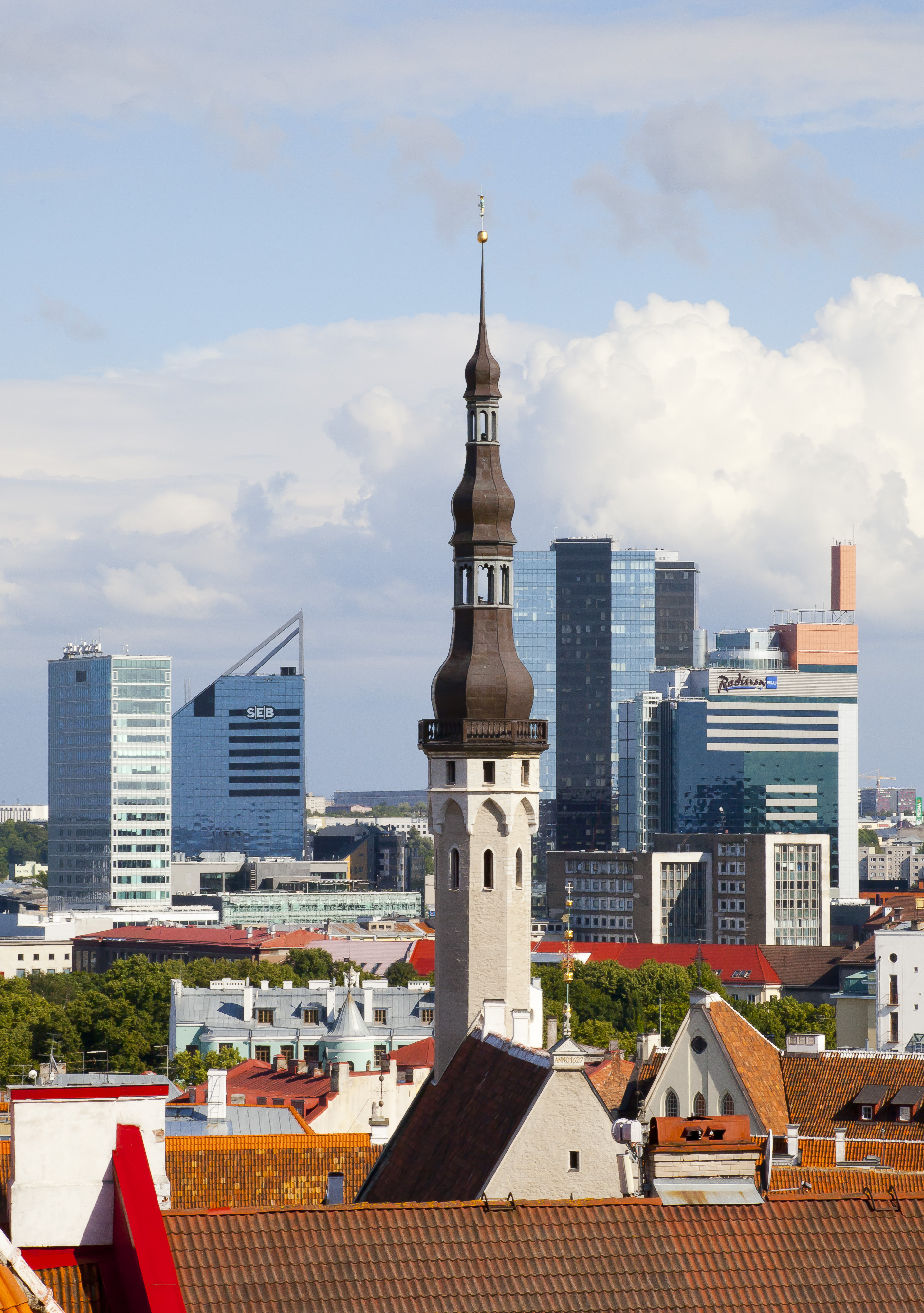
Il Municipio medioevale con la Tallinn moderna sullo sfondo
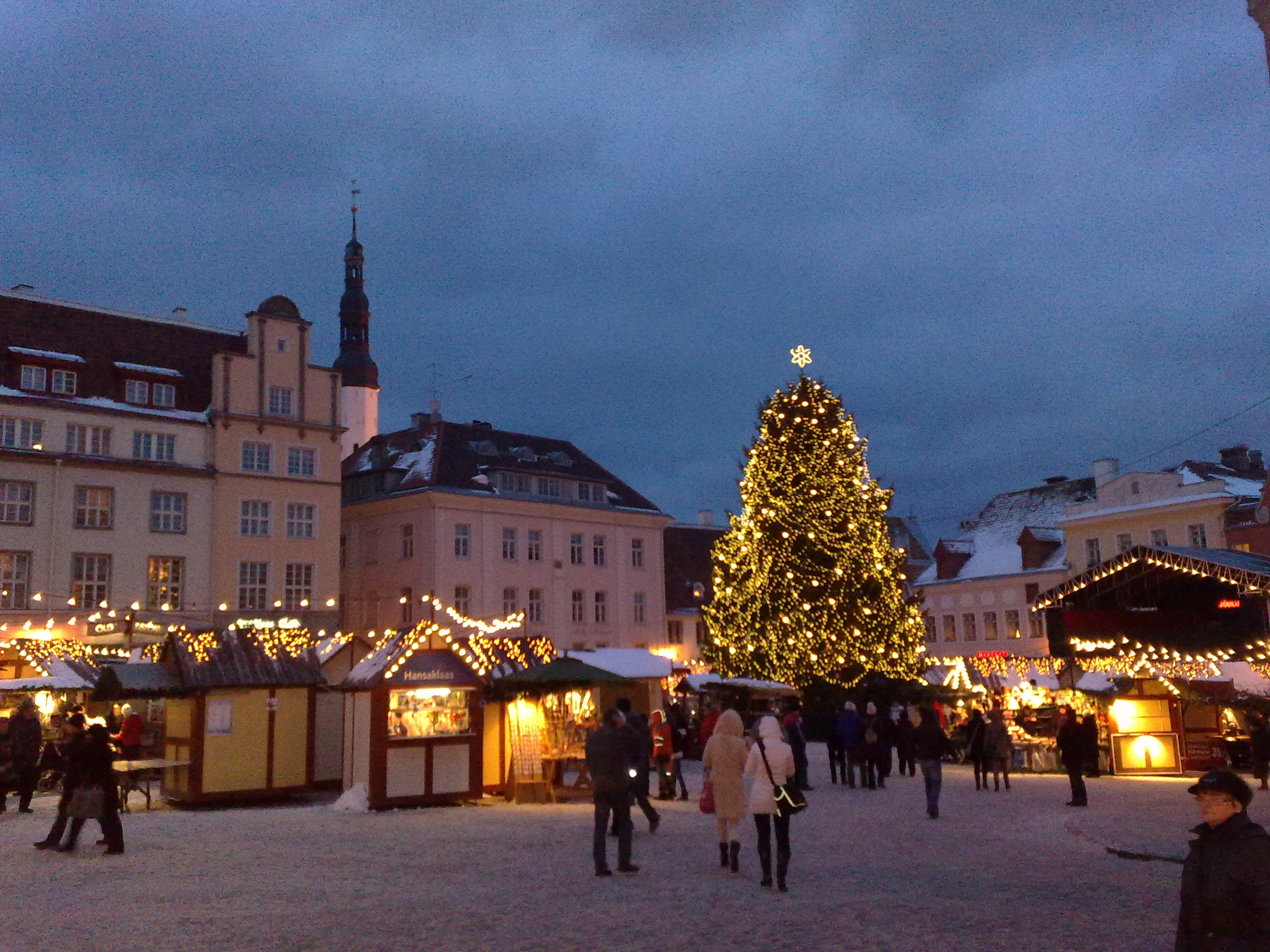
Tradizionale e caratteristico mercatino natalizio nella Piazza del Municipio nella Città Vecchia.
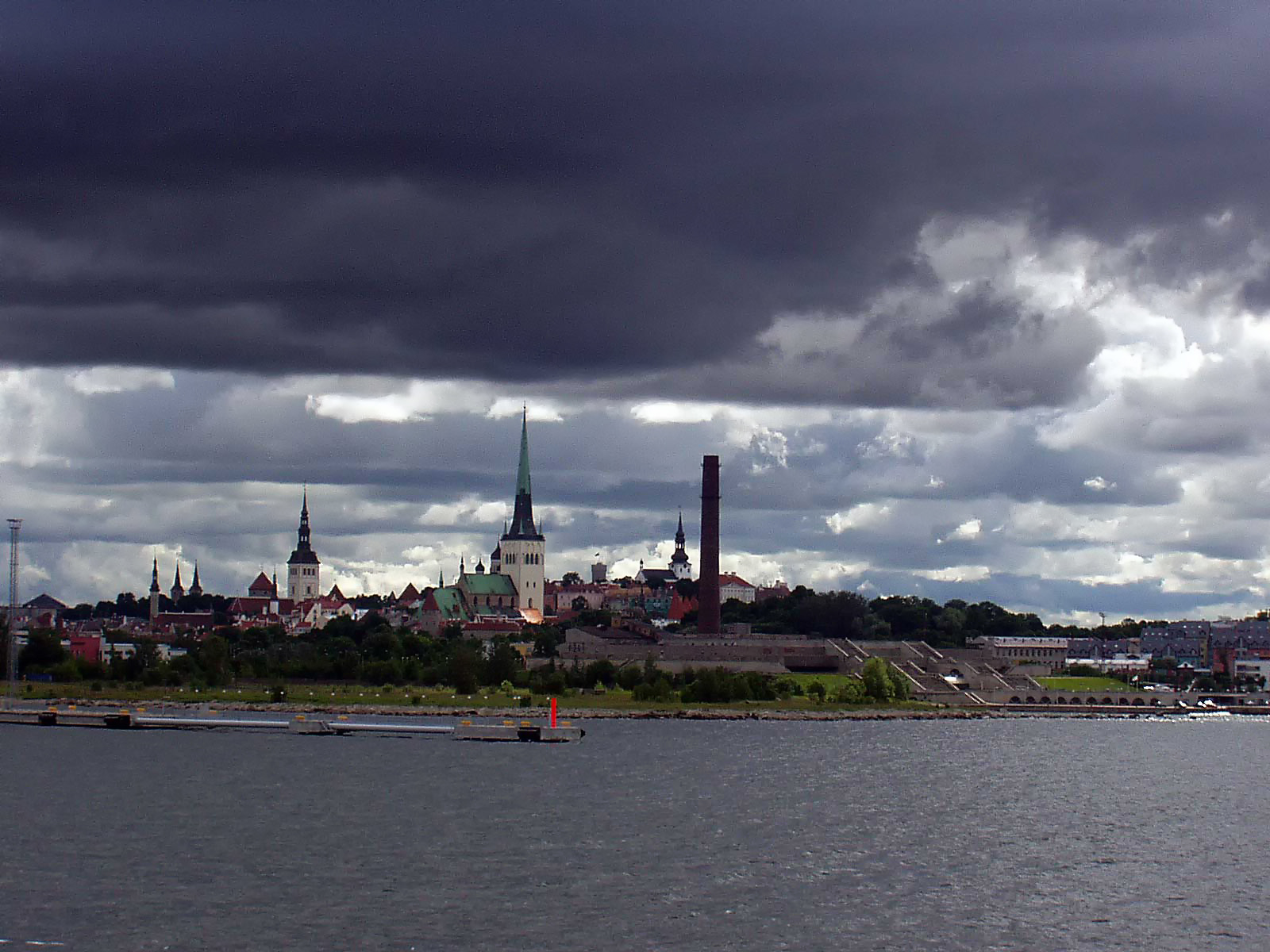
Tallinn dal Golfo di Finlandia.
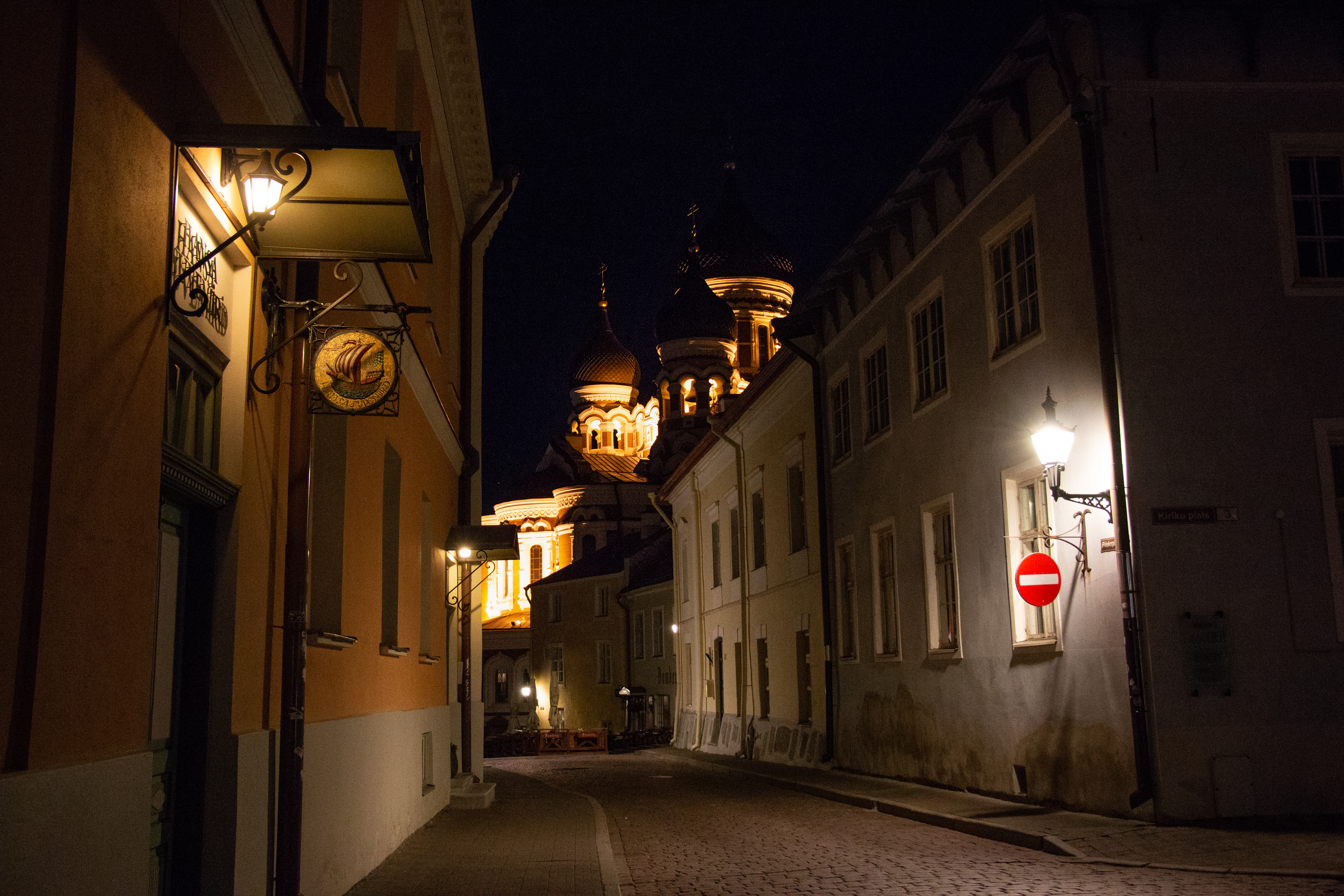
Scorcio della collina di Toompea
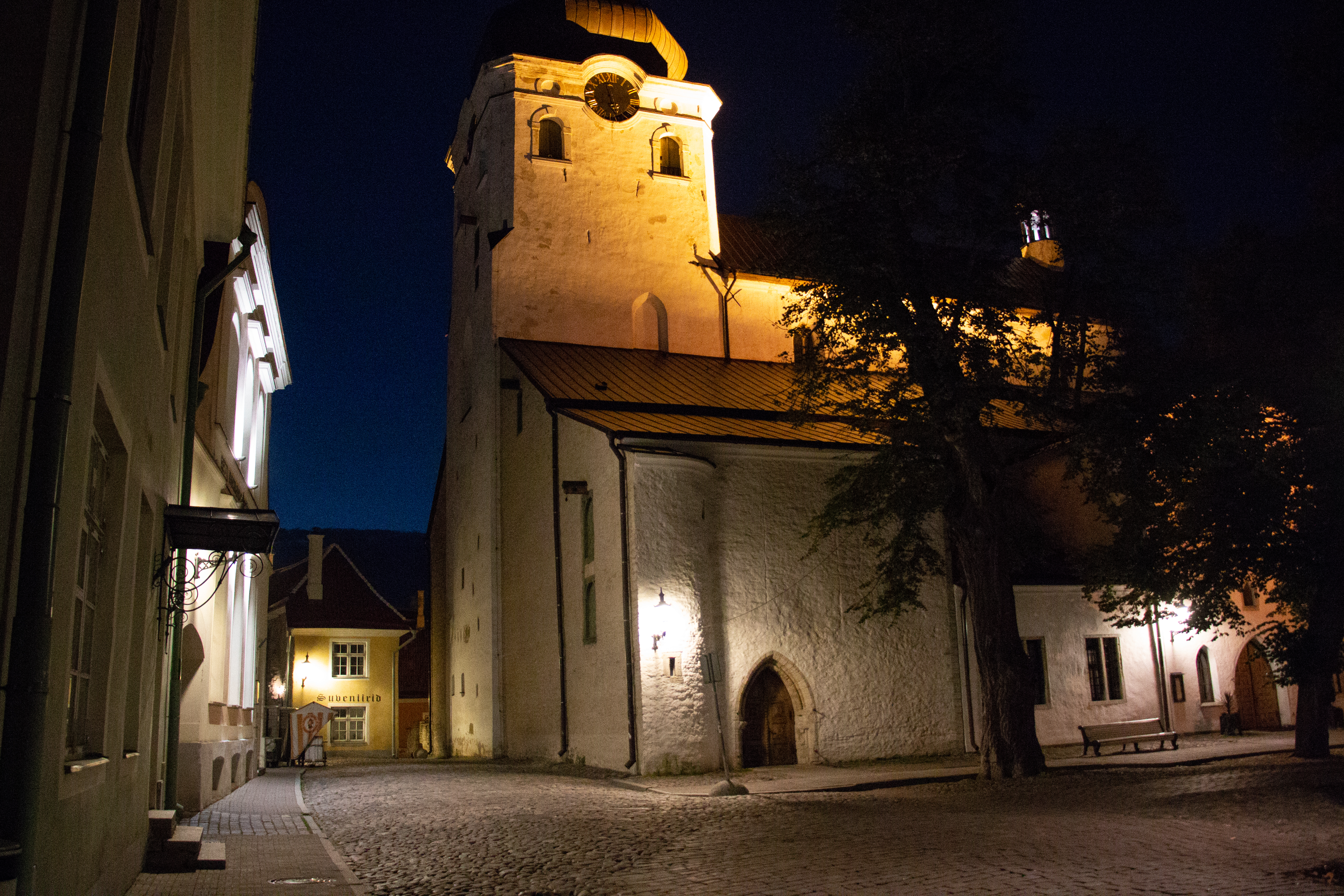
Toomkirik, cattedrale di Toompea